# SŽD-Baureihe М
Die SŽD-Baureihe M (deutsche Transkription M) war eine Dampflokomotive der Sowjetischen Eisenbahnen (SŽD) in russischer Breitspur. Sie gilt als eine der wenigen in Dreizylinderbauweise hergestellten Lokomotiven der SŽD und war für die Bespannung von schweren Reisezügen vorgesehen. Bis zum Erscheinen der SŽD-Baureihe ИС galt sie als die leistungsstärkste Personenzug-Dampflok der UdSSR. Im Betriebsdienst erhielten die Maschinen die Spitznamen Majak, Majak revolutionär oder Marusja.

## Vorgeschichte zum Entstehen der Dampflok
Nach Beendigung des russischen Bürgerkrieges sollte das Eisenbahnwesen in der UdSSR wieder besser werden. Für das zu erwartete Anwachsen des Personenverkehres bestand Bedarf an einer leistungsstärkeren Personenzug-Dampflok, als es die damals dominierende russische Baureihe С war. Für die Bewältigung des gestiegenen Bedarfs an Personentransport wurden zwei parallele Richtungen gewählt:
- Im Werk Kolomna begann man mit der Produktion einer rekonstruierten Maschine der Bauart 1’C1’ (СУ) mit leistungsfähigerem Kessel.
- In den Putilow-Werken begann man mit der Entwicklung einer prinzipiell neuen Dreizylinderlokomotive höherer Leistung und der Achsfolge 2’D. 1923 begann in dem genannten Werk die Ausarbeitung des Projektes unter Leitung von Ingenieur Rajewsky. Die Lokomotive sollte eine der wenigen Dreizylinderdampfloks der UdSSR werden. Das Projekt sah außerdem vor: Durchmesser der Kuppelräder 1700 mm, Durchmesser der Zylinder der Dampfmaschine 575 mm, Kolbenhub der Dampfmaschine 700 mm, Verdampfungsfläche des Kessels 253 m², Überhitzerfläche 90 m², Kesseldruck 13 bar, Reibungsmasse 72 t.

Auf der Grundlage der Erfahrungen mit der Dampfloks Russische Baureihe Ъ und Russische Baureihe У sah Ingenieur Rajewsky eine Reihe von Neuerungen vor. Vorhergesehen war z. B. die Feuerbüchse mit Verbrennungskammer, ein Teil des Gewichtes der Lokomotive konnte an den Tender abgegeben werden, und gleichzeitig betrug der Winkel zwischen den Kurbeln der äußeren Zylindern wie bei Zweizylindermaschinen 90°. Während der Entwicklung sah Ingenieur Rajewsky eine Änderung dieses Winkels auf 120° vor, diese Änderung wurde aber nach seinem Tode 1924, bei der endgültigen Ausarbeitung des Projektes nicht übernommen.
Die erste Dampflok des Types 2’D wurde im vierten Quartal 1926 im Werk Putilow fertiggestellt und am 30. April 1927 an die Staatsbahn übergeben. Sie erhielt dort die Bezeichnung M 160-01.

## Konstruktion der Dampflok
Außer dem Dreizylindertriebwerk besaß die neue Dampflok viele Teile, die zum ersten Mal bei russischen Dampfloks verwendet wurden; ungewöhnlich war z. B. die geneigte Seitenwand des Führerhauses, wie sie bei europäischen Maschinen üblich war, der Kessel war hinten elastisch gestützt, er besaß einen Wasservorwärmer mit Vermischung des Systems Roter Putilow. Die Lokomotive war mit einem Überhitzer der Bauart Schmidt ausgerüstet, die Überhitzerfläche betrug 95,6 m², die Rostfläche 6 m², die vollständige Verdampfungsfläche 259,6 m², der Kesseldruck 13 bar. Einige Lokomotiven waren mit Ölfeuerung, einige mit Kohlefeuerung ausgeführt.
Ursprünglich war die Konstruktionsgeschwindigkeit der Lokomotive auf 70 km/h festgelegt, später wurde sie auf 90 km/h erhöht.

## Dampflok MR
Im Betrieb zeigte die Dampflokomotive einige Mängel, die wohl zum einen auf eine Nichtakzeptanz des Dreizylindertriebwerkes und zum anderen auf Konstruktions-, Fertigungs- und Instandhaltungsmängel zurückzuführen waren. So wurde den Lokomotiven ein unruhiger Gang und eine hohe Schleuderneigung nachgesagt, es kam zu Brüchen von Teilen des inneren Triebwerks und Verbiegung von Treibstangen, es kam zu seitlichem Schaukeln, harten Schlägen des Kessels auf dem Rahmen. Bei hohen Geschwindigkeiten konnte die Dampflok nicht ausreichend Dampf entwickeln, trotz der großen Verdampfungsfläche und Rostfläche.
Das war der Grund, weshalb die Lokomotiven nach 100 gebauten Fahrzeugen nicht weitergebaut wurden. Die vorhandenen Fahrzeuge wurden in eher untergeordnete Dienst mit geringeren Geschwindigkeiten gegeben (z. B. in das Depot Slatoust).
In den 1930er Jahren entstand in dem wissenschaftlichen Forschungsinstitut der Eisenbahn ein Projekt über die Umarbeitung der Lokomotive in eine Zweizylindermaschine. Bei dieser Umarbeitung wurden die äußeren Zylinder unverändert belassen, alle Teile des mittleren Zylinders und der Antriebsanlage wurden entfernt. Aufgrund der dadurch teilweisen Senkung der Leistung wurde als Ausgleich der Kesseldruck  von 13 auf 14 bar erhöht. Die gekröpfte Antriebsachse wurde durch eine gerade Achse ersetzt. Auf Grundlage dieses Projektes wurden zwei Dampflokomotiven, die M 160-59 und die M 160-81 in den Dampflok – Ausbesserungswerken Poltawa und Woronesch umgearbeitet und in das Depot Saratow zur Erprobung gegeben. Die Prüfung der umgebauten Lokomotiven zeigten zufriedenstellende Ergebnisse. Die Dampfloks schleuderten weniger und der Gang der Lokomotiven war ruhiger. Außerdem verbrauchten sie weniger Brennstoff als die Dreizylinderloks. In diesem Zusammenhang wurden 1934 alle Maschinen der Reihe M in Zweizylinderloks umgebaut, sie erhielten die geänderte Serienbezeichnung MR (M rekonstruiert).

## Einsatz der Lokomotiven
Die Dampfloks der Serie M wurden von 1926 bis 1929 in den Putilow-Werken hergestellt. Mit der Einstellung des Lokomotivbaues in diesem Werk wurden 1929–1930 noch zehn Dampflokomotiven in der Lokomotivfabrik Luhansk fertiggestellt. Insgesamt wurden 100 Lokomotiven der Serie fertiggestellt, und zwar 1926 7 Maschinen, 1927 29 Maschinen, 1928 41 Maschinen, 1929 22 Maschinen und 1930 die letzte. Die letzte Dampflokomotive wurde versuchsweise mit anderem Lagermaterial von den Tenderlagern ausgeführt.
Die Lokomotiven waren für die Beförderung von schweren Personenzügen und Fernzügen auf den Hauptlinien der Priwolschskaja schelesnaja doroga, Piwdenna Salisnyzja und einigen anderen Gesellschaften eingesetzt. Sie ersetzten auf diesen Linien vorrangig die Lokomotiven der Reihe C und У. Die letzten Lokomotiven, die in Lugansk fertiggestellt worden, erhielten die Piwdenna Salisnyzja. Von 1936 an wurden die Dampfloks der Reihe M auf den Hauptlinien und den anspruchsvollen Personenzugverbindungen durch die Reihe ИС ersetzt. Zur Zeit ihrer Inbetriebsetzung gab es auf Grund der hohen Bauhöhe der Lokomotive einige Probleme mit der Profilfreiheit.
In der Zwischenkriegszeit arbeiteten die Lokomotiven besonders auf der Piwdenna Salisnyzja (im Depot Poltawa), der Strecke Moskau–Kursk–Donezk und der Priwolschskaja schelesnaja doroga. In der Nachkriegszeit begann der Abstieg der Fahrzeuge; sie fuhren bevorzugt Vorortzüge, besonders im Depot Poltawa, und bedienten hier vor allem den Abschnitt Poltawa–Charkiw. Das genaue Datum der Ausmusterung der letzten Lokomotive ist aus der Literatur nicht zu entnehmen.
Eine Lokomotive ist zum gegenwärtigen Zeitpunkt nicht erhalten geblieben. Einer der letzten Plätze, wo man Überreste von den Lokomotiven der Reihe erblicken konnte, war das Depot Saratow, wo zwei Kessel der Dampflok als Heizung bis 2000 arbeiteten.